# مارك كاسادو
مارك كاسادو توراس (مواليد 14 سبتمبر 2003) هو لاعب كرة قدم إسباني محترف يلعب كلاعب خط وسط دفاعي مع  نادي برشلونة في الدوري الإسباني.

## مسيرته المهنيه
ولد كاسادو في سانت بيري دي بيلاماخور ، برشلونة، كاتالونيا، وهو نتاج أكاديمية الشباب لنادي سي إف بيلاماخور، سانت سيلوني، غرانوليريس، ودام. أنتقل إلى أكاديمية شباب برشلونة في سن 13 عام 2016.كان قائد فريق الشباب يوفينيل أ حيث ساهم في فوزهم بالدوري وكأس الأبطال في موسم 2020-21. علاوة على ذلك، جلس على مقاعد البدلاء مع فريق الرديف 5 مرات في عام 2021، وتم ترقيته إلى الفريق في صيف عام 2022. في 5 يوليو 2022، قام بتمديد عقده مع النادي حتى صيف عام 2024.
```
شارك لأول مرة مع برشلونة أتليتيك فاز الفريق بنتيجه 3-2 على كاستيون في الدوري الإسباني الدرجة الثالثة في 27 أغسطس 2022.
[
4
]
 في 1 نوفمبر 2022، ظهر لأول مرة رسميًا مع الفريق الأول ضد فيكتوريا بلزن في دوري أبطال أوروبا. في الدقيقة 67 تعرض فرانك كيسي للإصابة وحل مكانه كاسادو حتى صافرة النهاية. وفي موسم 2023-2024، اختير قائداً لفريق برشلونة ب.
[
5
]
 تدرب مع الفريق الأول بينما كان يلعب مباريات مع برشلونة أتلتيك. في 17 مارس 2024، ظهر لأول مرة في الدوري الإسباني ضد أتلتيكو مدريد، حيث تم استبداله بهيكتور فورت.
[
6
]
```

## مسيرته الدولية
كاسادو هو لاعب منتخب إسبانيا للشباب، حيث تم استدعاؤه لصفوف منتخب إسبانيا تحت 16 عامًا وتحت 17 عامًا في عام 2019.

## اسلوب اللعب
كاسادو لاعب خط وسط دفاعي بشكل أساسي،  لعب أيضًا كظهير أيمن وقلب دفاع. هو مجتهد وماهر في استعادة الكرة، كما أنه يجيد التعامل مع الكرة. إنه لاعب عنيد وشديد الحماس على أرض الملعب.